# Gili Meno
Gili Meno är en ort i Indonesien.   Den ligger i provinsen Nusa Tenggara Barat, i den sydvästra delen av landet, 1 000 km öster om huvudstaden Jakarta. Gili Meno ligger 8 meter över havet och antalet invånare är 500.
Terrängen runt Gili Meno är varierad.Runt Gili Meno är det tätbefolkat, med 530 invånare per kvadratkilometer. Närmaste större samhälle är Gili Air, 2,9 km öster om Gili Meno. I omgivningarna runt Gili Meno växer i huvudsak städsegrön lövskog.